# Carl Fredrik Tegensköld
Carl Fredrik Tegensköld, född 1665 i Stettin eller på Sälna i Uppland, död 24 april 1735 på överstebostället Näsgård i Husby socken, var en svensk militär.
Carl Fredrik Tegensköld var son till kapten Gustaf Tegman, 1678 adlad Tegensköld. Han blev 1677 student vid Greifswalds universitet men tog i samband med den brandenburgska belägringen av Greifswald 1678 värvning vid Upplands regemente. Vid stadens kapitulation fick han med övriga soldater fritt avtåg till Sverige men fartyget han var ombord på led skeppsbrott vid Bornholm och han råkade i danska fångenskap. Tegensköld frisläpptes vid fredsslutet 1679. Redan 1678 hade han befordrats till sergeant och blev efter återkomsten till Sverige befordrad till fänrik. 1691 befordrades han till löjtnant. Tegensköld blev 1700 menig vid livdrabantkåren och deltog med enheten i slaget vid Narva, övergången av Düna, slaget vid Kliszów, slaget vid Pułtusk, belägringen av Thorn, stormningen av Lemberg, slaget vid Fraustadt, slaget vid Holowczyn och slaget vid Krasnokutsk–Gorodnoje. Han deltog även i slaget vid Poltava och följde Karl XII under flykten till Turkiet. Han deltog även vid kalabaliken i Bender. Han hade 1701 befordrats till korpral vid livdrabantkåren och under tiden i Bender utsågs han 1711 till överstelöjtnant vid Upplands regemente. Tegensköld anlände till Stralsund två dagar efter kungen och tillträdde sedan han återvänt till Sverige sin post som överstelöjtnant vid Upplands regemente. 1716 blev han sekundöverste vid Dalregementet. Då Fredrik I 1719 tillfrågade honom en efterträdare till Magnus Julius De la Gardie som regementschef föreslog han helt enkelt sig själv och utnämndes på posten.  Han fick uppdraget att skära ned regementet och anpassa det efter fredstida omfattning. 1722 befordrades Tegensköld till generalmajor med kvarstående på posten som regementschef för Dalregementet. Tegensköld upphöjdes 1732 till friherrligt stånd.